# Liste der spanischen Gouverneure von Nuevo León
Dies ist eine Liste der Gouverneure, die für die spanische Kolonialverwaltung im Vizekönigreich Neuspanien über die Provinz Nuevo León regiert haben.
Die Provinz Nuevo Léon wurde Ende des 16. Jahrhunderts eingerichtet. Ein Gouverneur führte die Verwaltung; die Provinz unterstand der Rechtsprechung und Verwaltungsaufsicht durch die Real Audiencia von Mexico. Mit den bourbonischen Reformen wurde die Provinzverwaltung 1786 in die Intendencia von San Luis Potosí integriert.

## Gouverneure
| Name                                           | Amtszeit            | Anmerkungen    |
| Luis de Carvajal y de la Cueva                 | 1580–1588           |                |
| Diego de Montemayor                            | 1588–1610           |                |
| Diego “el Mozo” de Montemayor                  | 1610–1611 oder 1612 |                |
| Martín de Zavala                               | 1621–1664           |                |
| León de Alza                                   | 1665–1667           |                |
| Nicolás de Azcárraga                           | 1667–1678           |                |
| Domingo de Prudena                             | 1678–1681           |                |
| Domingo de Videgaray y Zarza                   | 1681                |                |
| Antonio de Echevérez y Subiza                  | 1684–1687           |                |
| Pedro Fernández de la Ventosa                  | 1688–1693           |                |
| Juan Pérez de Merino                           | 1693–1698           |                |
| Juan Francisco de Vergara y Mendoza            | 1698–1703           |                |
| Francisco Báez Treviño (erste Amtszeit)        | 1703–1705           | interimistisch |
| Gregorio de Salinas Verona                     | 1705–1707           |                |
| Cipriano García de Pruneda                     | 1707–1708           |                |
| Stadtrat von Monterrey                         | 1708                | interimistisch |
| Luis García de Pruneda                         | 1708–1710           | interimistisch |
| Francisco Mier y Torre                         | 1710–1714           |                |
| Francisco Báez Treviño (zweite Amtszeit)       | 1714–1718           | interimistisch |
| Juan Ignacio Flores Mogollón                   | 1718–1719           |                |
| Francisco de Bardadillo y Vittoria             | 1719–1723           |                |
| Juan José de Arriaga y Brambila                | 1723–1725           | interimistisch |
| Pedro de Saravia Cortés                        | 1725–1730           |                |
| Bernardino de Meneses Monroy, conde de Peñalba | 1730–1731           |                |
| José Antonio Fernández de Jáuregui y Urrutia   | 1731–1740           |                |
| Pedro del Barrío Junco (erste Amtszeit)        | 1740–1746           |                |
| Vicente Bueno de la Borbolla                   | 1746–1752           |                |
| Pedro del Barrío Junco (zweite Amtszeit)       | 1752–1757           |                |
| Domingo Miguel Guajardo                        | 1757–1759           | interimistisch |
| Juan Manuel Muñoz de Villavicencio             | 1759–1762           |                |
| Carlos de Velasco                              | 1762–1764           |                |
| Antonio de Urresti                             | 1764                |                |
| Ignacio Ussel y Guimbarda                      | 1764–1772           |                |
| José Salvador Lozano                           | 1772–1773           | interimistisch |
| Francisco de Echegaray                         | 1773                |                |
| Melchor Vidal de Lorca y Villena               | 1773–1781           |                |
| Vicente González de Santianes                  | 1781–1785           |                |
| Joaquín de Mier y Noriega                      | 1785–1787           | interimistisch |
| Manuel Vahamonde y Villamil                    | 1787–1795           |                |
| Simón de Herrera y Leyva                       | 1795–1806           |                |
| Pedro de Herrera y Leyva                       | 1806–1810           |                |
| Manuel de Santa María                          | 1810–1811           |                |
| José Santiago de Villareal                     | 1811                |                |

## Im mexikanischen Unabhängigkeitskrieg
| Name                                                   | Amtszeit                  | Anmerkungen            |
| Regierungsjunta unter Vorsitz von Blas Gómez de Castro | April 1811–März 1813      |                        |
| Pedo Manuel de Llano                                   | April 1813–Juli 1813      | Alcalde de Primer voto |
| Fernando de Uribe                                      | Juli 1813–November 1813   | Alcalde de Primer voto |
| Juan Antonio Mújica                                    | November 1813–Januar 1814 | Alcalde de Primer voto |
| Francisco Antonio Farías                               | Januar 1814–Januar 1815   | Alcalde de Primer voto |
| José Froylán de Mier y Noriega                         | Januar 1815–Januar 1816   | Alcalde de Primer voto |
| Francisco Bruno Barrera (erste Amtszeit)               | Januar 1816–Oktober 1817  | Alcalde de Primer voto |
| Bernardo Villamil y Barrera                            | Oktober 1817–Januar 1818  | Gouverneur             |
| Francisco Bruno Barrera (zweite Amtszeit)              | Januar 1818–Juli 1822     | Gouverneur             |

Mit der Unabhängigkeit Mexikos wurde Nuevo León zum Bundesstaat im Kaiserreich Mexiko (1821–1823).